# Auelsberg
Der Auelsberg ist eine 346,8 m hohe Erhebung auf der Flurgrenze zwischen Berka/Werra und Dippach in der Stadt Werra-Suhl-Tal im Wartburgkreis in Thüringen.
Naturräumlich zählt der Auelsberg zum Berkaer Becken. Er wird seit Jahrhunderten land- und forstwirtschaftlich genutzt. Im angrenzenden Tal des „Großen Grabens“ und am Südwesthang wurde das Kalibergwerk Abteroda angelegt. Ein Teil der dort entstandenen Bergbauanlage ist noch vorhanden und als Industriedenkmal ausgewiesen.
Über den Berg führt die als „Hohe Strazza“ bezeichnete Altstraße nach Vacha, ihr zur Seite verläuft eine mittelalterliche Landwehr.